# 비스크라주

비스크라주

비스크라주(아랍어: ولاية بسكرة)는 알제리 북동부에 위치한 주로, 주도는 비스크라이며 면적은 20,986km2, 인구는 730,262명(2008년 기준)이다.